# Loni Günther
Loni Günther (* 3. Juli 1928 in Suhl) ist eine ehemalige deutsche Politikerin (SED). Sie war Abgeordnete des  Thüringer Landtags und langjährige Sekretärin der SED-Bezirksleitung Suhl.

## Leben
Die Tochter eines Metallfacharbeiters besuchte die Volks- und die Mittelschule. Sie wurde 1946 technische Mitarbeiterin der KPD-Stadtleitung Suhl und im selben Jahr Mitglied der SED sowie Jugendsekretärin der SED-Kreisleitung Suhl. 1947 war sie Leiterin der Kreisparteischule Suhl und von 1948 bis 1951 Leiterin der Abteilung Frauen der SED-Landesleitung Thüringen. Von August 1950 bis Mai 1952 gehörte sie als Mitglied dem Landtag von Thüringen an. 1951/52 studierte sie an der Parteihochschule der KPdSU in Moskau.
Als ihr Mann Alwin Günther ab 1952 als Gewerkschaftsfunktionär in Ost-Berlin wirkte, bekam sie eine Funktion im zentralen Parteiapparat in Berlin und arbeitete als Sektorenleiterin für Rundfunk und Fernsehen bzw. stellvertretende Leiterin der Abteilung Agitation und Propaganda im Zentralkomitee der SED. Nach der Auflösung der IG Metallurgie und Versetzung ihres Mannes in seinen Heimatbezirk Suhl 1958, ging auch sie nach Suhl zurück. Beide wurden dort 1958 Mitglieder der SED-Bezirksleitung und waren von 1966 bis 1968 Mitglieder des Sekretariats.
Von 1958 bis 1966 war sie Leiterin der Abteilung Agitation und Propaganda der SED-Bezirksleitung Suhl. Im Juni 1966 wurde sie Sekretär für Agitation und Propaganda der SED-Bezirksleitung Suhl (Nachfolgerin von Kurt Engelhardt). Ein Studium am Institut für Gesellschaftswissenschaften beim ZK der SED schloss sie im Februar 1972 als Diplom-Gesellschaftswissenschaftler ab. Während der Wende in der DDR trat sie im Dezember 1989 von ihrer Parteifunktion zurück. 1990 ging sie in Rente und wurde Mitglied der Partei des Demokratischen Sozialismus (PDS).

## Auszeichnungen
- 1964 Vaterländischer Verdienstorden in Bronze und 1988 in Gold
- 1978 Orden Banner der Arbeit Stufe I
- 2015 Ehrenurkunde der Volkssolidarität[1]